# Gerichtsbezirk Zwickau
Der Gerichtsbezirk Zwickau (tschechisch: soudní okres Cvikov) war ein dem Bezirksgericht Zwickau unterstehender Gerichtsbezirk im Kronland Böhmen. Er umfasste Gebiete in Nordböhmen am Dreiländereck Deutschland, Tschechien und Polen. Zentrum und Gerichtssitz des Gerichtsbezirks war die Stadt Zwickau in Böhmen (Cvikov). Das Gebiet gehörte seit 1918 zur neu gegründeten Tschechoslowakei und ist seit 1993 Teil der Tschechischen Republik.

## Geschichte
Die ursprüngliche Patrimonialgerichtsbarkeit wurde im Kaisertum Österreich nach den Revolutionsjahren 1848/49 aufgehoben. An ihre Stelle traten die Bezirks-, Landes- und Oberlandesgerichte, die nach den Grundzügen des Justizministers geplant und deren Schaffung am 6. Juli 1849 von Kaiser Franz Joseph I. genehmigt wurde. Der Gerichtsbezirk Schluckenau gehörte zunächst zum Leitmeritzer Kreis und umfasste 1854 die neun Glasert, Großmergenthal, Kleingrün, Kleinmergenthal, Krombach, Kunnersdorf, Oberlichtenwald, Röhrsdorf und Zwickau.
Der Gerichtsbezirk Zwickau bildete im Zuge der Trennung der politischen von der judikativen Verwaltung ab 1868 gemeinsam mit dem Deutsch Gabel (Německé Jablonné) den Bezirk Deutsch Gabel.
Im Gerichtsbezirk Zwickau lebten 1869 15.533 Menschen, wobei der Gerichtsbezirk 1,6 Quadratmeilen und neun Gemeinden bzw. ebenso viel Katastralgemeinden umfasste. 1900 beherbergte der Gerichtsbezirk 15.617 Menschen, die auf einer Fläche von 92,60 km² bzw. in 11 Gemeinden bzw. ebenso vielen Katastralgemeinden lebten. Der Gerichtsbezirk Zwickau wies 1910 eine Bevölkerung von 15.095 Personen auf, von denen 14.673 Deutsch und nur 303 Personen Tschechisch  als Umgangssprache angaben. Im Gerichtsbezirk lebten zudem 119 Staatsfremde. Der Gerichtsbezirk bestand zu dieser Zeit wie schon zuvor aus 11 Gemeinden bzw. Katastralgemeinden.
Durch die Grenzbestimmungen des am 10. September 1919 abgeschlossenen Vertrages von Saint-Germain kam der Gerichtsbezirk Zwickau vollständig zur neugegründeten Tschechoslowakei, wobei die Gerichtseinteilung bis 1938 im Wesentlichen bestehen blieb. Nach dem Münchner Abkommen wurde das Gebiet dem Landkreis Deutsch Gabel zugeschlagen. Nach dem Zweiten Weltkrieg gehörte das Gebiet zum Okres Česká Lípa, dessen Behörden jedoch im Zuge einer Verwaltungsreform 2003 ihre Verwaltungskompetenzen verloren. Diese werden seitdem von den Gemeinden bzw. der Region Liberecký kraj, zudem denen das Gebiet um Zwickau seit Beginn des 21. Jahrhunderts gehört, wahrgenommen.

## Gerichtssprengel
Der Gerichtssprengel umfasste 1910 die 11 Gemeinden Glasert, Großmergthal (Velký Mergenthal), Hoffnung, Kleingrün, Kleinmergthal  (Malý Mergenthal), Krombach, Kunnersdorf (Kunratice), Niederlichtenwald (Dolní Lichtenwald), Oberlichtenwald (Horní Lichtenwald), Röhrsdorf und Zwickau (Cvikov).